# المرأة مقطوعة الرأس
المرأة مقطوعة الرأس هو فيلم إثارة نفسية أرجنتيني من تأليف وإخراج لوكريثيا مارتيل وبطولة ماريا أونيتو.

## نبذه
تدور أحداث هذا الفيلم الأرجنتيني في قالب من الإثارة والغموض.تتعرض فيرو (ماريا أونيتو) لمحنة كبيرة تتسبب في انقلاب حياتها رأسًا على عقب، تقوم فيرو في أثناء قيادة سيارتها بدهس شيء ما أو شخصٍ ما.تصاب فيرو نتيجة ذلك بحالة نفسية من الشك والحيرة، فهي لا تعلم إن كان ما دهسته مجرد كلب أم صبي صغير.يقودها ذلك إلى انهيار كبير يهدد بتدمير حياتها بأسرها.

## وصلات خارجية
- المرأة مقطوعة الرأس على موقع IMDb (الإنجليزية)
- المرأة مقطوعة الرأس على موقع ميتاكريتيك (الإنجليزية)
- المرأة مقطوعة الرأس على موقع روتن توميتوز (الإنجليزية)
- المرأة مقطوعة الرأس على موقع نتفليكس (الإنجليزية)
- المرأة مقطوعة الرأس على موقع ألو سيني (الفرنسية)
- المرأة مقطوعة الرأس على موقع أول موفي (الإنجليزية)
- المرأة مقطوعة الرأس على موقع بوكس أوفيس موجو (الإنجليزية)
- المرأة مقطوعة الرأس على موقع فيلمافينيتي (الإسبانية)
- المرأة مقطوعة الرأس على موقع قاعدة بيانات الفيلم (الإنجليزية)
- المرأة مقطوعة الرأس على موقع ليتربوكسد (الإنجليزية)